# Vincent Koziello
Vincent Koziello, né le 28 octobre 1995 à Grasse, dans les Alpes-Maritimes, est un footballeur français qui joue au poste de milieu relayeur.

## Biographie

### Carrière en club

#### SO Roquettan (2001-2006)
D'origine polonaise par son grand-père paternel qui a immigré en France, Vincent Koziello commence le football en 2001 avec le Stade Olympique Roquette sur Siagne, un club de La Roquette-sur-Siagne, sa ville d'origine.

#### AS Cannes (2006-2013)
En 2006, il intègre les équipes de jeunes de l'AS Cannes. 

#### OCG Nice (2013-2018)
Après avoir passé sept ans avec les Cannois, il rejoint l'OGC Nice en 2013 afin d'y continuer sa formation.
Durant l'été 2014, Koziello intègre le groupe professionnel niçois lors de la préparation d'avant-saison. Le 29 octobre 2014, il fait ses débuts avec l'équipe première lors des seizièmes de finale de la Coupe de la Ligue contre le FC Metz, en remplaçant le capitaine Didier Digard à la 24e minute. 
Trois jours plus tard, le 1er novembre 2014, il découvre la Ligue 1 face à l'Olympique lyonnais, en remplaçant à la 71e minute Grégoire Puel, buteur vingt minutes plus tôt. Durant la saison 2014-2015, il joue sept matchs de championnat.
Le 8 juin 2015, Vincent Koziello signe son premier contrat professionnel avec l'OGC Nice.
Le 27 septembre 2015, il inscrit son premier but en professionnel sur la pelouse de Saint-Étienne au stade Geoffroy-Guichard lors de la victoire de son équipe (1-4) pour le compte de la 8e journée de Ligue 1 lors duquel Hatem Ben Arfa marque un doublé.
Il marque deux autres buts cette saison : le 20 novembre 2015 lors d'une victoire de l'OGC Nice (3-0) contre l'Olympique lyonnais à l'Allianz Riviera. Et le 23 janvier 2016, lors d'une victoire (2-1) contre le FC Lorient, toujours à l'Allianz Riviera.
Nommé dans la catégorie du meilleur espoir de Ligue 1, c'est finalement le Rennais Ousmane Dembélé qui remporte le Trophée UNFP.
Au total, et pour sa première saison complète sous les ordres de Claude Puel, il joue 35 matchs en Ligue 1 et marque trois buts.

#### FC Cologne (2018-2021)
Le 16 janvier 2018, il signe un contrat de quatre ans et demi avec le FC Cologne, classé dernier de Bundesliga.

#### Prêt au Paris FC (2020)
En manque de temps de jeu en Allemagne il est prêté pour six mois en France en faveur du Paris FC évoluant en Ligue 2.

#### KV Ostende (2021-2024)
Le 17 août 2021, laissé libre par le FC Cologne, il s'engage pour trois saisons en faveur du club belge du KV Ostende.

#### Katmandou Rayzirs (2025)
Le club népalais du Katmandou Rayzirs annonce l'arrivée de Vincent Koziello le 12 mars 2025. Le contrat porte sur une durée de un mois et demi.

### Carrière en sélection
Le 13 novembre 2013, Vincent Koziello dispute un match amical avec l'équipe de France des moins de 19 ans contre l'Allemagne.
En mars 2015, Koziello est sélectionné pour deux matchs amicaux avec l'équipe de France des moins de 20 ans : le 26 mars face à l'Uruguay, puis le 30 mars contre le Qatar.
Il est appelé pour la première fois en équipe de France espoirs le 11 octobre 2015 pour le match de qualification de l'Euro espoirs 2017 face à l'Ukraine afin de remplacer Tiémoué Bakayoko blessé, mais il ne rentre pas en jeu.

## Statistiques

### Parcours amateur
| Saison                | Club                  | Championnat           | Championnat | Championnat | Coupe(s) nationale(s) | Coupe(s) nationale(s) | Total | Total |
| Saison                | Club                  | Division              | M.          | B.          | M.                    | B.                    | M.    | B.    |
| 2013-2014             | OGC Nice              | CFA                   | 16          | 1           | -                     | -                     | 16    | 1     |
| 2014-2015             | OGC Nice              | CFA                   | 7           | 0           | -                     | -                     | 7     | 0     |
| Total sur la carrière | Total sur la carrière | Total sur la carrière | 23          | 1           | -                     | -                     | 23    | 1     |

### Parcours professionnel
Le tableau ci-dessous récapitule les statistiques en match officiel de Vincent Koziello :
| Saison                | Club                  | Championnat           | Championnat | Championnat | Championnat | Coupe nationale | Coupe nationale | Coupe nationale | Coupe de la Ligue | Coupe de la Ligue | Coupe de la Ligue | Compétition(s) continentale(s) | Compétition(s) continentale(s) | Compétition(s) continentale(s) | Compétition(s) continentale(s) | Total | Total | Total |
| Saison                | Club                  | Division              | M.          | B.          | P.d.        | M.              | B.              | P.d.            | M.                | B.                | P.d.              | Comp.                          | M.                             | B.                             | P.d.                           | M.    | B.    | P.d.  |
| 2014-2015             | OGC Nice              | Ligue 1               | 7           | 0           | 0           | -               | -               | -               | 1                 | 0                 | 0                 | -                              | -                              | -                              | -                              | 8     | 0     | 0     |
| 2015-2016             | OGC Nice              | Ligue 1               | 35          | 3           | 6           | 1               | 0               | 0               | 1                 | 0                 | 1                 | -                              | -                              | -                              | -                              | 37    | 3     | 7     |
| 2016-2017             | OGC Nice              | Ligue 1               | 27          | 1           | 1           | 1               | 0               | 0               | 1                 | 0                 | 0                 | C3                             | 5                              | 0                              | 0                              | 34    | 1     | 1     |
| 2017-2018             | OGC Nice              | Ligue 1               | 15          | 0           | 0           | -               | -               | -               | 1                 | 0                 | 0                 | C1+C3                          | 3+4                            | 0+0                            | 0+0                            | 23    | 0     | 0     |
| Sous-total            | Sous-total            | Sous-total            | 84          | 4           | 7           | 2               | 0               | 0               | 4                 | 0                 | 1                 | -                              | 12                             | 0                              | 0                              | 102   | 4     | 8     |
| 2017-2018             | FC Cologne            | Bundesliga            | 12          | 1           | 0           | -               | -               | -               | -                 | -                 | -                 | C3                             | -                              | -                              | -                              | 12    | 1     | 0     |
| 2018-2019             | FC Cologne            | 2. Bundesliga         | 14          | 0           | 0           | 1               | 1               | 1               | -                 | -                 | -                 | -                              | -                              | -                              | -                              | 15    | 1     | 1     |
| Sous-total            | Sous-total            | Sous-total            | 26          | 1           | 0           | 1               | 1               | 1               | 0                 | 0                 | 0                 | -                              | 0                              | 0                              | 0                              | 27    | 2     | 1     |
| 2019-2020             | Paris FC (prêt)       | Ligue 2               | 6           | 0           | 0           | -               | -               | -               | -                 | -                 | -                 | -                              | -                              | -                              | -                              | 6     | 0     | 0     |
| Sous-total            | Sous-total            | Sous-total            | 6           | 0           | 0           | -               | -               | -               | -                 | -                 | -                 | -                              | -                              | -                              | -                              | 6     | 0     | 0     |
| 2020-2021             | CD Nacional (prêt)    | Liga NOS              | 14          | 0           | 1           | 2               | 0               | 0               | -                 | -                 | -                 | -                              | -                              | -                              | -                              | 16    | 0     | 1     |
| Sous-total            | Sous-total            | Sous-total            | 14          | 0           | 1           | 2               | 0               | 0               | -                 | -                 | -                 | -                              | -                              | -                              | -                              | 16    | 0     | 1     |
| 2021-2022             | KV Ostende            | Pro League            | 17          | 0           | 0           | 1               | 0               | 1               | -                 | -                 | -                 | -                              | -                              | -                              | -                              | 18    | 0     | 1     |
| 2022-2023             | KV Ostende            | Pro League            | 0           | 0           | 0           | 0               | 0               | 0               | -                 | -                 | -                 | -                              | -                              | -                              | -                              | 0     | 0     | 0     |
| 2023-2024             | KV Ostende            | Pro League            | 0           | 0           | 0           | 0               | 0               | 0               | -                 | -                 | -                 | -                              | -                              | -                              | -                              | 0     | 0     | 0     |
| Sous-total            | Sous-total            | Sous-total            | 17          | 0           | 0           | 1               | 0               | 1               | -                 | -                 | -                 | -                              | -                              | -                              | -                              | 18    | 0     | 1     |
| 2022-2023             | RE Virton (prêt)      | Challenger Pro League | 10          | 0           | 1           | -               | -               | -               | -                 | -                 | -                 | -                              | -                              | -                              | -                              | 10    | 0     | 1     |
| Sous-total            | Sous-total            | Sous-total            | 10          | 0           | 1           | -               | -               | -               | -                 | -                 | -                 | -                              | -                              | -                              | -                              | 10    | 0     | 1     |
| Total sur la carrière | Total sur la carrière | Total sur la carrière | 157         | 5           | 9           | 6               | 1               | 2               | 4                 | 0                 | 1                 | -                              | 12                             | 0                              | 0                              | 179   | 6     | 12    |

## Palmarès

### En club
FC Cologne
- Champion d'Allemagne de 2.Bundesliga en 2019

### Distinctions individuelles
- Nommé pour le Trophée UNFP du meilleur espoir de Ligue 1 en 2016
- Vincent Koziello a obtenu son Baccalauréat avec une note supérieure à 16/20 (mention très bien)[16]